# Gardères
Gardères – miejscowość i gmina we Francji, w regionie Oksytania, w departamencie Pireneje Wysokie.
Według danych na rok 1990 gminę zamieszkiwało 396 osób, a gęstość zaludnienia wynosiła 26 osób/km² (wśród 3020 gmin regionu Midi-Pyrénées Gardères plasuje się na 677. miejscu pod względem liczby ludności, natomiast pod względem powierzchni na miejscu 756.).
Urodził tu się arcybiskup Kolombo Pierre-Guillaume Marque OMI.